# Coll dels Isards
Coll dels Isards är ett bergspass i Andorra på gränsen till Frankrike. Det ligger i den östra delen av landet. Coll dels Isards ligger 2 475 meter över havet.
Den högsta punkten i närheten är 2 783 meter över havet, 1,0 kilometer sydväst om Coll dels Isards.
Trakten runt Coll dels Isards består i huvudsak av kala bergstoppar.